# Malanów (gemeente)
De gemeente Malanów is een landgemeente in het Poolse woiwodschap Groot-Polen, in powiat Turecki.
De zetel van de gemeente is in Malanów.
Op 31 december 2004, telde de gemeente 6504 inwoners.
De gemeente is onderverdeeld in de volgende 17 sołectwo's: Bibianna, Celestyny, Dziadowice, Dziadowice-Folwark, Feliksów, Grąbków, Kotwasice, Malanów, Miłaczew, Miłaczew Kolonia, Miłaczewek, Poroże, Rachowa, Skarżyn-Kolonia, Stary Czachulec, Targówka en Żdżenice.
Zonder de status sołectwo : Brody, Miłaczewskie Młyny, Zygmuntówek.

## Oppervlakte gegevens
In 2002 bedroeg de totale oppervlakte van gemeente Malanów 107,17 km², waarvan:
- agrarisch gebied: 68%
- bossen: 26%

De gemeente beslaat 11,53% van de totale oppervlakte van de powiat.
In 2002 bedroeg het gemiddelde inkomen per inwoner 1239,94 zł.

## Aangrenzende gemeenten
Ceków-Kolonia, Kawęczyn, Mycielin, Tuliszków, Turek